# 1936-os magyar atlétikai bajnokság
Az 1936-os magyar atlétikai bajnokságon, amely a 41. magyar bajnokság volt, újra bevezették a csapat versenyeket az ugró és dobószámokban, 1919-ben egy évig már megrendezték ezeket.
- 1936. március 22., Káposztásmegyer: mezei futás
- 1936. június 28., Fehérvári országút: gyaloglás
- 1936 július 4—5., BSzKRT pálya: férfi számok
- 1936 szeptember 27., Fehérvári országút: maraton
- 1936 október 14—15., BBTE pálya: tízpróba
- 1936 október 24—25., BSzKRT pálya: váltó és csapat számok

## Eredmények

### Férfiak
| Versenyszám          | Arany                                                                           | Arany    | Ezüst                                                       | Ezüst    | Bronz                                                    | Bronz   |
| -------------------- | ------------------------------------------------------------------------------- | -------- | ----------------------------------------------------------- | -------- | -------------------------------------------------------- | ------- |
| 100 m                | Gyenes Gyula MAC                                                                | 10,8     | Sír József BBTE                                             | 10,8     | Gerő Gábor MTK                                           | 10,9    |
| 200 m                | Gyenes Gyula MAC                                                                | 21,6     | Minai Márió OK                                              | 22,0     | Ember László DEAC                                        | 22,0    |
| 400 m                | Vadas József OK                                                                 | 49,1     | Zsitvai Zoltán BBTE                                         | 49,3     | Kibényi Tibor MAC                                        | 49,9    |
| 800 m                | Szabó Miklós MAC                                                                | 1:55,9   | Iglói Mihály BBTE                                           | 1:56,6   | Czeglényi Sándor BBTE                                    | 1:57,2  |
| 1500 m               | Szabó Miklós MAC                                                                | 3:58,4   | Iglói Mihály BBTE                                           | 4:00,0   | Aradi János DEAC                                         | 4:00,4  |
| 5000 m               | Simon István BSZKRT                                                             | 15:06,4  | Kelen János BBTE                                            | 15:08,6  | Esztergomi Mihály BSzKRT                                 | 15:09,2 |
| 10 000 m             | Kelen János BBTE                                                                | 32:06,6  | Hernádi Ferenc TSE                                          | 33:01,8  | Vass György PAC                                          | 33:27,0 |
| 110 m gát            | Jávor István BSZKRT                                                             | 15,3     | Szabó Béla MAC                                              | 15,5     | Levente Ferenc BIK                                       | 15,6    |
| 200 m gát            | Kovács József BBTE                                                              | 24,4     | Levente Ferenc BIK                                          | 25,7     | Héjjas István BSzKRT                                     | 25,8    |
| 400 m gát            | Kovács József BBTE                                                              | 53,5     | Kertész István Ferencvárosi TC                              | 56,2     | Levente Ferenc BIK                                       | 56,4    |
| 50 km gyaloglás      | Jánosi Rezső MÁVAG                                                              | 5:27:42  | Hajdú Miklós Ferencvárosi TC                                | 5:48:28  | Fehér Dezső Ferencvárosi TC                              | 5:50:46 |
| magasugrás           | Bódosi Mihály BBTE                                                              | 188 cm   | Sólyom György KEAC                                          | 188 cm   | Krasznai Antal BBTE                                      | 182 cm  |
| távolugrás           | Koltai Henrik BBTE                                                              | 743 cm   | Horváth Ferenc DTE                                          | 709 cm   | Szabó József MAC                                         | 704 cm  |
| hármasugrás          | Horváth Vilmos PAC                                                              | 14,23 m  | Bácsalmási Péter BEAC                                       | 14,11 m  | Bessenyei Gyula Sz. MÁV                                  | 13,58 m |
| rúdugrás             | Zsuffka Viktor MAC                                                              | 390 cm   | Bácsalmási Péter BEAC                                       | 380 cm   | Papp Béla MAC                                            | 335 cm  |
| súlylökés            | Horváth István MAC                                                              | 15,20 m  | Darányi József MAC                                          | 15,09 m  | Rákhely Gyula ARAK                                       | 14,03 m |
| diszkoszvetés        | Madarász Endre BSZKRT                                                           | 48,04 m  | Remetz József MOVE RTSE                                     | 46,61 m  | Horváth Vilmos PAC                                       | 45,82 m |
| gerelyhajítás        | Várszegi József Testnevelési Egyetem                                            | 62,81 m  | Makkay Gyula BBTE                                           | 62,04 m  | Balogh István DGASE                                      | 57,39 m |
| tízpróba             | Csányi Zoltán MAC                                                               | 5721     | Boda Ferenc DEAC                                            | 5552     | Csányi Sándor BEAC                                       | 4967    |
| maraton              | Galambos József BSZKRT                                                          | 2:45:01  | Zelenka István SBTC                                         | 2:52:56  | Kővágó István BSzKRT                                     | 2:54:18 |
| mezei futás          | Kelen János BBTE                                                                | 32:26,8  | Szilágyi Jenő Újpesti TE                                    | 32:37,6  | Simon István BSzKRT                                      | 32:50,8 |
| 4 × 100 m            | BBTE Polgár Jenő Paizs János Kovács József Sír József                           | 42,5     | MAC Minai Gyenes Nagy Somló                                 | 43,0     | Újpesti TE Forgács Tolnay Cziráky Rovó                   | 43,9    |
| 4 × 200 m            | MAC Minai Márió Gyenes Vilmos Nagy Géza Gyenes Gyula                            | 1:29,0   | BBTE Görkói Polgár Zsitvai Kovács                           | 1:29,1   | BLE Csatay Riegler Morva Rády                            | 1:33,0  |
| 4 × 400 m            | BBTE Polgár Jenő Görkói János Zsitvay Zoltán Kovács József                      | 3:20,8   | MAC Gyenes Nagy Szabó Minai                                 | 3:21,0   | MAC Ribényi Gombos Istenes Zábolyi                       | 3:30,8  |
| 4 × 800 m            | MAC Szabó Miklós Ribényi Tibor Rátonyi Sándor Gombos Gerzson                    | 7:57,6   | BBTE Harsányi Mayerböck Margó Iglói                         | 8:04,4   | Újpesti TE Tóth Beregi Sáros Kiss                        | 8:17,4  |
| 4 × 1500 m           | MAC Gömöri Elemér Rátonyi Sándor Vörös Viktor Szabó Miklós                      | 16:37,0  | Újpesti TE Szilágyi Eper Kósa Görög                         | 16:40,8  | BBTE Mayerböck Harsányi Kelen Iglói                      | 18:06,6 |
| 5000 m csapat        | BSZKRT Simon István Esztergomi Mihály Csaba István Ligeti István Kővári Rezső   | 29 pont  | Újpesti TE Szilágyi Eper Görög Kósa Sárosi                  | 34 pont  | SzAK Kovács I. Kovács II. Simon Juhász Gundel            | 87      |
| magasugrás csapat    | BBTE Kerkovits Antal Késmárki Kornél Bódosi Mihály Böhm Antal Szigetvári Ferenc | 170 cm   | Testnevelési Főiskola Cziriák Kocsis Holló Tölgyes Szilágyi | 167 cm   |                                                          |         |
| távolugrás csapat    | MAC Somló Lajos Dombovári Sándor Dusnoki Géza Nagy Géza Vadas József            | 661 cm   | Ferencvárosi TC Kertész Kalovits Bérezi Rajnai Gilly        | 608 cm   | Testnevelési Főiskola Tölgyes Holló Czirják Kelemen Tari | 592 cm  |
| súlylökés csapat     | MAC Darányi József Horváth István Csányi Zoltán Arany Mihály Soós Antal         | 13,794 m | BSzKKT Madarász Reiszki Deák Szekrényesi Kemény             | 12,214 m | MAC Papp Kovách Berencsi Vadas Vathy                     | 12,09 m |
| diszkoszvetés csapat | MAC Donogán István Darányi József Horváth István Vathy István Vadas József      | 39,964 m | BSzKRT Madarász Reiszky Deák Kemény Szekrényesy             | 39,226 m | PEAC Józsa Pethó Fehér Csejthey Horváth                  | 38,16 m |
| mezei futás csapat   | Újpesti TE Szilágyi Jenő Görög László Eper Imre Kiss József Kosa Sándor         | 29 pont  | BSzKRT Simon Esztergomi Ligeti Csaba Goócz                  | 43 pont  | BBTE Kelen Sajtos Verbőczy Keveházi Iglói                | 63      |

### Nők
| Versenyszám   | Arany                                                                   | Arany   | Ezüst                                | Ezüst   | Bronz                            | Bronz   |
| ------------- | ----------------------------------------------------------------------- | ------- | ------------------------------------ | ------- | -------------------------------- | ------- |
| 100 m         | Anday Kornélia Testnevelési Főiskola                                    | 13,5    | Fehér Sarolta egyesületen kívüli     | 13,6    | Kaltenecker Irma PSC             | 13,8    |
| 80 m gát      | Vértessy Katalin BBTE                                                   | 12,8    | Kael Anna Testnevelési Főiskola      | 13,6    | Barcza Erzsébet Olympia          | 13,9    |
| magasugrás    | Csák Ibolya NTE                                                         | 155 cm  | Szentkirályi Margit BEAC             | 145 cm  | Kolos Margit Olympia             | 145 cm  |
| távolugrás    | Kael Anna Testnevelési Főiskola                                         | 503 cm  | Szentkirályi Margit BEAC             | 491 cm  | Fehér Sarolta egyesületen kívüli | 489 cm  |
| súlylökés     | Kael Anna Testnevelési Főiskola                                         | 10,76 m | Harangozó Erzsébet PSC               | 9,52    | Barcza Erzsébet Olympia          | 9,31    |
| diszkoszvetés | Nadányi Ágnes NTE                                                       | 32,34 m | Rozsnyay Ilona Testnevelési Főiskola | 31,50 m | Barcza Erzsébet Olympia          | 29,69 m |
| gerelyhajítás | Szepes Kató PeSC                                                        | 34,10 m | Lamos Margit MTE                     | 29,76 m | Barcza Erzsébet Olympia          | 27,10 m |
| 4 × 100 m     | Testnevelési Főiskola Somorjay Irén Tomasov Katalin Kael Anna Nagy Edit | 54,9    | Olympia                              | 55,6    | MTE                              | 56,0    |

### Magyar atlétikai csúcsok
- 2000 m 5:20,4 Vcs. Szabó Miklós MAC Budapest 10. 4.
- n. 80 m gát 12,5 ocs. Vértessy Katalin BBTE Budapest 7. 18.
- 400 m gát 52,9 ocs. Kovács József BBTE Budapest 7. 19.
- 1000 m 2:25,8 ocs. Szabó Miklós MAC Budapest 10. 18.
- 4x400 m 3:14,8 ocs. Férfi válogatott (Ribényi Tibor, Vadas József, Zsitvay Zoltán, Kovács József) Berlin 8. 9.